# Theodor Kromer
Die Theodor Kromer KG war ein deutsches Sicherheitsunternehmen und Hersteller von Sicherheitssystemen.

## Geschichte
Das von Theodor Kromer (1839–1928) 1868 mit Sitz in Neustadt gegründete Unternehmen war mit der Weiterentwicklung hochsicherer Schlösser beschäftigt. 1872 erfolgte die Verlagerung nach Freiburg im Breisgau und 1873 stellte Kromer das Protectorschloss auf der Weltausstellung in Wien vor und gewann damit die Goldmedaille.
1887 attestierten über 60 Safe-Hersteller die Qualität der Schlösser von Kromer. Die Deutsche Reichsbank setzte ausschließlich Tresore mit Kromer-Schlössern ein und alle namhaften Hersteller boten ihre Produkte wahlweise auch mit diesen Schlössern an.
1890 bot Kromer bereits das erste Zeitschloss an.
1997 ging das Unternehmen an den kanadischen Unican-Konzern, dem später auch der ehemalige Konkurrent Mauer aus Heiligenhaus angehörte. Infolgedessen entstand die Mauer Kromer GmbH. Der Konzern Uncan wurde später von der Schweizer Kaba Gruppe übernommen. 2002 wurden Teile der Produktpalette von der Lebtig Schließtechnik GmbH&Co. KG in Bötzingen übernommen.